# San Giacomo delle Segnate
San Giacomo delle Segnate là một đô thị tại tỉnh Mantova trong vùng Lombardia của Italia, có vị trí cách khoảng 160 km về phía đông nam của Milano và khoảng 30 km về phía đông nam của Mantova. Tại thời điểm ngày 31 tháng 12 năm 2004, đô thị này có dân số 1.745 người và diện tích là 16,3 km².
Đô thị San Giacomo delle Segnate có các frazione (đơn vị trực thuộc) Malcantone.
San Giacomo delle Segnate giáp các đô thị: Concordia sulla Secchia, Quistello, San Giovanni del Dosso.